# Lago Lomond (Novo Brunswick)
O lago Lomond (em inglês:  Loch Lomond) é um lago de água doce localizado no condado de York, província de New Brunswick, no Canadá.

## Descrição
Este superfície lagunar encontra-se nas coordenadas geográficas de 45°22'N 65°51'W  e está localizado somente a uma distância de 3,5 km da cidade de Rothesay.